# スコンブロイド食中毒
スコンブロイド食中毒（スコンブロイドしょくちゅうどく、scombroid food poisoning）、一般的に腐敗した魚を食べた結果として起こる食中毒である。ヒスタミン食中毒、スコンブロイド魚中毒（scombroid fish poisoning）とも呼ばれる。
名前は、サバ科（Scombridae）、またはサバ亜科（Scombroid）に多かったためで、他のヒスタミンが含有される状態の魚種や食品でも発症することから、サバ科に限定しないヒスタミン食中毒とも呼ばれる。
最初に解説されたのは1799年である。
症状には、顔面（特に口回りや耳たぶ）が発赤、蕁麻疹、頭痛、かゆみ、視覚異常、腹痛、下痢などがあげられる。一般的に中毒の原因となる魚を食べてから10-60分後に発症し、2日間程続く。稀に呼吸困難または不整脈を引き起こすことがある。ごくまれに死亡する場合がある。
シガテラ中毒と共に、最も一般的な魚介類による食中毒である。世界的に温帯と熱帯の両水域に発生する。

## 原因となる食物について
不適切な保管や処理によって、ヒスタミンが多く含まれるようになった魚を食べることにより発症する。関係性が高い魚は、マグロ、サバ、シイラ、サーディン、カタクチイワシ、ニシン、オキスズキ、カンパチ、カジキなどである。これらの魚はもともと高レベルのヒスチジンが含まれており、不適切な保管により増殖したモルガン菌などのヒスタミン産生菌によりヒスチジンがヒスタミンに変換される。
鶏肉、ハム、チェダーチーズなどでも起きる場合がある。
ヒスタミンが生成された後に、調理、燻製、冷凍しても解毒の効果はない。
ヒスタミン産生菌
モルガン菌、クレブシエラ・オキシトカ菌などの腸内細菌が増殖する際に生成するヒスチジン脱炭酸酵素によってヒスチジンがヒスタミンへ変換される。
そのほか、海洋中に生息する好塩菌のフォトバクテリウム属などもヒスタミンを生成し、低温度下では腸内細菌系のヒスタミン産生菌よりヒスタミンを生成する能力が高い。

## 症状
発赤、蕁麻疹、頭痛、かゆみ、視覚異常、腹痛、下痢などの食物アレルギーと似た症状（アレルギー様症状）が出る。アレルギーの発生と比較すると、以下のように、直接アレルギーを起こす物質の一つを取り込んでいるために、アレルギー様症状を発症する。
- アレルギー：アレルギーを起こすアレルゲン物質 → ヒスタミンなどの過剰生成 → アレルギーの諸症状
- ヒスタミン食中毒：直接ヒスタミン摂取 → アレルギーに似た諸症状

直接アレルギーの諸症状を起こすヒスタミンを摂取する事で起きるため、アレルギー体質とは関係なく、体の許容値を超えるヒスタミンを摂取すれば、だれにでもヒスタミン食中毒は起きえる。このようにして起きるアレルギーに似た症状を仮性アレルギーと呼び、ヒスタミンは仮性アレルゲンとされる。

## 診断
診断は一般的に、診察と血中トリプターゼの検査による。同じ魚を食べた多数の人に中毒症状が診られる場合は、スコンブロイドと診断されることがほとんどである。

## 予防と治療
予防は、魚を捕まえてからすぐに冷蔵または冷凍することである。また、舌にピリピリした感覚がある場合は食べない方がよい。
治療は一般的に、抗ヒスタミン薬であるジフェンヒドラミンとラニチジンが用いられる。重度の症状にはアドレナリンが用いられることがある。